# União do Sul
União do Sul es un municipio brasilero del estado de Mato Grosso. 

## Geografía
Se localiza a una latitud 11º31'59" sur y a una longitud 54º21'12" oeste, estando a una altitud de 350 metros. Su población estimada en 2004 era de 5.333 habitantes.

## Situación de la ciudad de União do Sul en 2008
UNIÃO DO SUL - Ciudad con una población de aproximadamente 2.842 habitantes siendo, 1.668 del sexo masculino y 1.174 del sexo femenino. Forma parte del Estado de Mato Grosso, con cerca de 4.559 kilômetros cuadrados de área. Posee una densidad poblacional de casi 0,62 habitantes por km cuadrado según el IBGE 2008.

## Historia
El movimiento colonizador que trajo estabilidad a la región se inició en la década de 1980. Todo comenzó en 1984, con la venida de José Palhares y del suizo Gabriel Simão. Ambos se centraron en la explotación del bosque para el cultivo, puesto que el suelo y el clima eran propicios para su recuperación.
En el rastro pionero de los leñadores vinieron las familias Zampieron, Bedin, Altenhofen, Tonial y la familia Spanholi. Enseguida otras familias pioneras, tan importantes como las anteriores, llegaron a la localidad.
Se formó entonces un núcleo centrado en la región. Aparecen los primeros negociantes y comerciantes. El primer nombre fue Villa Unión, al estar poblado por familias provenientes de Santa Catarina, Paraná y Rio Grande do Sul.